# Peter Johnson
Peter Thomas Johnson (Londres, Inglaterra; 19 de enero de 1935-Burlington, Canadá; 22 de febrero de 2013) fue un árbitro de fútbol inglés nacionalizado canadiense.

## Trayectoria
Empezó arbitrando desde los 17 años y fue juez de línea en un partido de cuartos de final de la Copa de Ferias entre Ferencvaros contra Athletic de Bilbao de la temporada 1964-65.
Emigró con su familia a Canadá en 1969 e inmediatamente fue árbitro central en la National Soccer League. En 1971 pasó a arbitrar en la North American Soccer League, donde estuvo hasta su retiro en 1983.
En 1974 recibió el gafete FIFA y fue llamado a los Juegos Olímpicos de Montreal 1976, estando como asistente en el Polonia-Irán, en el grupo C y Alemania Democrática-Polonia, por el oro.
También actuó en el Guatemala 5 Panamá 0, en la eliminatoria de Concacaf para la Copa Mundial de España 1982.